# Ромен Сато
Ромен Сато (фр. Romain Sato; 2. март 1981) бивши је кошаркаш из Централноафричке Републике. Играо је на позицијама бека и крила.

## Биографија
Средњу школу и факултет похађао је у САД. Кошаркашку каријеру започео је на универзитету Зејвијер у Синсинатију. Године 2004. пријавио се на НБА драфт, где су га у другом кругу изабрали Сан Антонио спарси. За Спарсе није одиграо ниједну утакмицу и 24. фебруара 2005. отпуштен је из клуба. 
По доласку у Европу потписао је за италијанског друголигаша Аурору баскет Јеси. Сезону је завршио као други стрелац лиге, са 25,6 поена и 7,5 скокова просечно по мечу. У мају 2006. потписао је уговор са шпанском Барселоном у којој је одиграо утакмице плејофа АЦБ лиге.
У лето 2006. Сато се вратио у Италију и потписао за Монтепаски Сијену. У првој сезони са Сијеном је освојио државно првенство. За Сијену је играо до 2010. и за то време освојио четири титула првака Италије, два купа и три суперкупа.
У лето 2010. потписао је уговор са грчким Панатинаикосом. У наредне две сезоне са Панатинаикосом је освојио грчко првенство и куп, а у сезони 2010/11 и Евролигу.
За сезону 2012/13. прешао је у турски Фенербахче Улкер са којим је освојио турски куп. У августу 2013. потписао је уговор са шпанском Валенсијом, са којом је освојио Еврокуп у сезони 2013/14.

## Успеси

### Клупски
- Монтепаски Сијена:
  - Првенство Италије (4): 2006/07, 2007/08, 2008/09, 2009/10.
  - Куп Италије (2): 2009, 2010.
  - Суперкуп Италије (3): 2007, 2008, 2009.
- Панатинаикос:
  - Евролига (1): 2010/11.
  - Првенство Грчке (1): 2010/11.
  - Куп Грчке (1): 2011.
- Фенербахче Улкер:
  - Куп Турске (1): 2013.
- Валенсија:
  - УЛЕБ Еврокуп (1): 2013/14.
  - Првенство Шпаније (1): 2016/17.
  - Суперкуп Шпаније (1): 2017.

### Појединачни
- Најкориснији играч Првенства Италије (1): 2009/10.
- Најкориснији играч Суперкупа Италије (1): 2009.